# Cortinicara carinifrons
Cortinicara carinifrons is een keversoort uit de familie schimmelkevers (Latridiidae). De wetenschappelijke naam van de soort werd in 1990 gepubliceerd door Johnson.